# Altes Rathaus mit Brunnen (Offenbach)

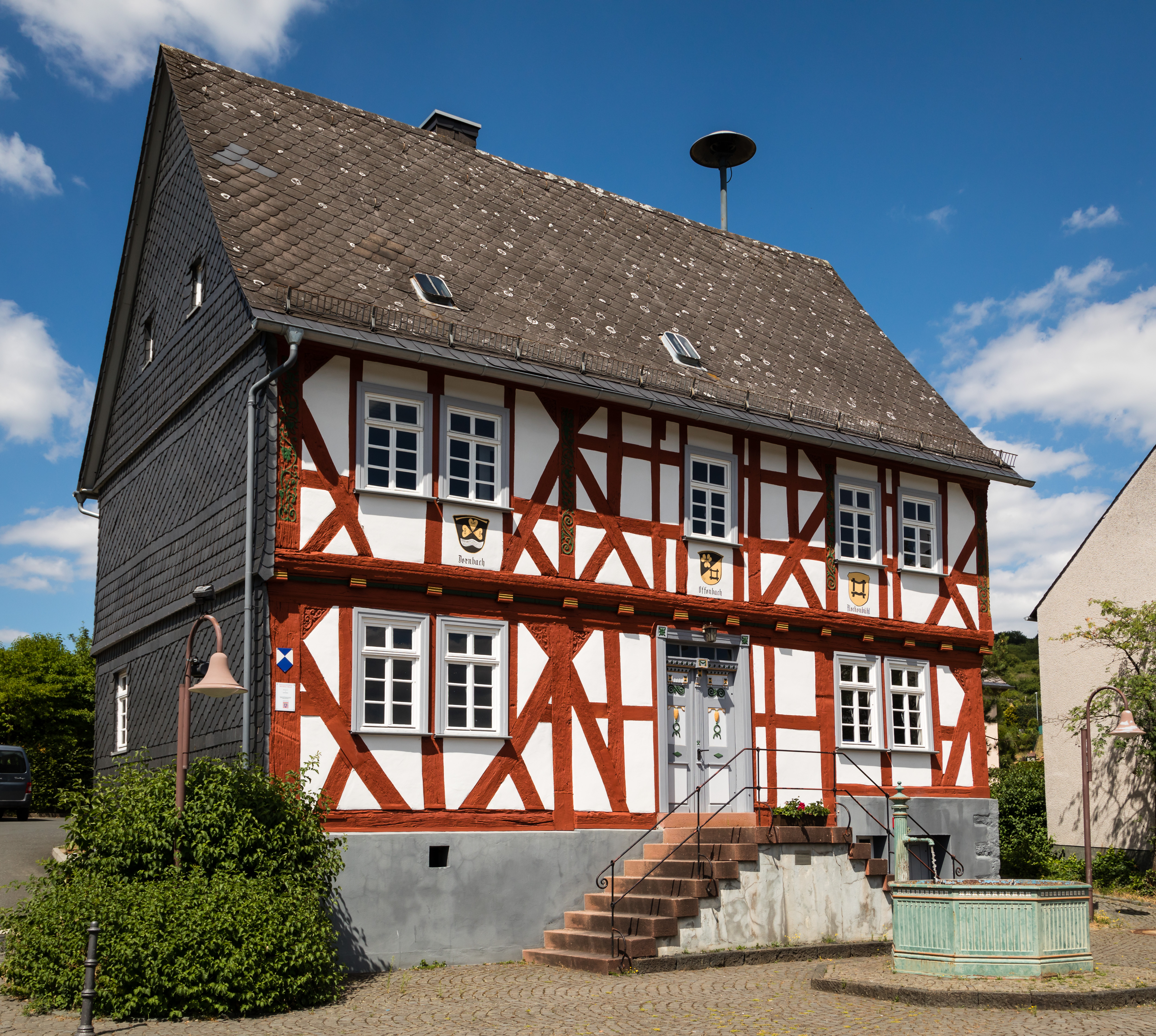
Altes Rathaus mit Brunnen in Offenbach

Das Alte Rathaus mit Brunnen in Offenbach ist ein denkmalgeschütztes Einzelkulturdenkmal in der Gemeinde Mittenaar im Lahn-Dill-Kreis in Mittelhessen. Es befindet sich im historischen Ortskern unterhalb des Kirchbergs mit der evangelischen Kirche.

## Beschreibung
Im 18. Jahrhundert wurde das Fachwerkhaus als Rathaus von Offenbach errichtet und ist über eine zweiläufige Freitreppe und eine reich verzierte Doppeltür aus dem 19. Jahrhundert mit einem historischen Türbeschlag zu erreichen. Das Fachwerk wurde mit reich profilierten Geschossversätzen, Eck- und Bundständern mit flach geschnitzten Rankenmotiven ausgestattet. In den Brüstungsgefachen der südlichen Traufseite wurden die Wappen der Ortsteile der Gemeinde Mittenaar aufgemalt. Die Giebelseite und das Satteldach wurden nachträglich mit Schieferplatten zu unterschiedlichen Zeitpunkten eingedeckt.
Auf dem Platz vor dem ehemaligen Rathaus wurde im letzten Viertel des 19. Jahrhunderts ein achteckiger gusseiserner Brunnen errichtet.

### Nutzung
Das Fachwerkgebäude wird weiterhin durch die Gemeinde Mittenaar genutzt. Es wurde ein Trauzimmer des Standesamtes Mittenaar eingerichtet und das Ortsgericht kann während der Sprechstunden aufgesucht werden.

### Kulturdenkmalstatus
Das alte Rathaus in der Kirchstraße 12 in Offenbach ist im Denkmalverzeichnis des Landesamts für Denkmalpflege Hessen als Einzelkulturdenkmal aus geschichtlichen, künstlerischen und städtebaulichen Gründen eingetragen. Der gusseiserne Brunnen in Offenbach ist im Denkmalverzeichnis des Landesamts für Denkmalpflege Hessen als Einzelkulturdenkmal aus städtebaulichen Gründen eingetragen.